# Saint-Pol-sur-Mer
Saint-Pol-sur-Mer là một xã ở tỉnh Nord ở miền bắc nước Pháp. Xã này có diện tích 5,14 kilômét vuông, dân số năm 1999 là 22.354 người. Khu vực này có độ cao trung bình 4 mét trên mực nước biển.